# Atrichocera celebensis
Atrichocera celebensis là một loài bọ cánh cứng trong họ Cerambycidae.